# Ernszt Ernő
Ernszt Ernő (Ernszt János) (Tokaj, 1759. július 21. (keresztelő dátuma) – Kolozsvár, 1811. február 12.) piarista rendi pap, tanár.

## Élete
1777. november 21. lépett a rendbe. 1780-ban Tokajban a grammatikai osztály tanítója, 1781-ben ugyanaz Nagykárolyban, 1782–1783-ban ugyanott bölcselethallgató volt; tanított 1784–1788-ban Kisszebenben, 1789-ben Kecskeméten, 1790-ebn Sátoraljaújhelyben; 1791-ben teológiát tanult Nyitrán, 1792-ben ugyanott tanár, 1793–1797-ben Sátoraljaújhelyen, 1798–1805-ben Kolozsvárt, 1806–1811-ben ugyanott az elemi iskolák igazgatója.

## Munkái
Kesergő versek, melyekkel mélt. Branyitskai L. Báró Jósika antal, Kolos vármegye főispányjának és a kolosvári kir. iskolák főigazgatójának ő nagyságának 1803. jan. 16. történt halálát a kolosvári tanuló ifjuság siratja. Kolosvár.